# キアサージ (空母)
キアサージ (USS Kearsarge, CV/CVA/CVS-33) は、アメリカ海軍のエセックス級航空母艦。艦名は南北戦争時のスループ船「キアサージ(USS Kearsarge) 」に因む。その名を持つ艦としては3隻目（なお、姉妹艦「ホーネット」も当初キアサージと命名されていたため、これも含めれば4隻目といえる）。
「マイティ・ケイ (Mighty Kay)」の愛称で親しまれたが、しばしば衝突事故を起こしたため「Krashbarge」などともあだ名された。1962年には客船「オリアナ」とも衝突している。

## 艦歴

### 1940年代

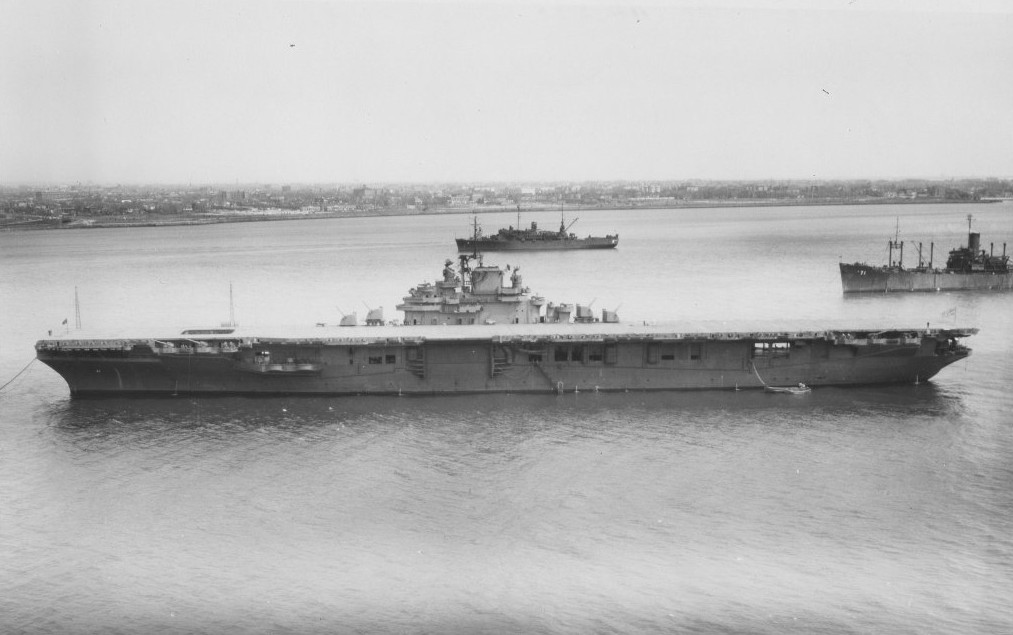
就役直後(1946年4月13日)

「キアサージ」は1945年5月5日、ニューヨーク州のニューヨーク海軍造船所でオーブリー・フィッチ夫人によって命名・進水し、1946年3月2日、初代艦長フランシス・J・マッケンナ大佐の指揮のもと就役する。マッケンナ大佐は護衛空母「セント・ロー (USS St. Lo, CVE-63) 」の艦長として就役から沈没まで戦い、その功績で海軍十字章を受章した人物である。
「キアサージ」は1946年4月21日に母港バージニア州ノーフォークに到着、翌年のために東海岸とカリブ海に沿って訓練演習に従事した。1947年6月にノーフォークを出航、海軍兵学校生の訓練航海のためイギリスに向かう。8月にアメリカへ帰国、10ヶ月の演習に従事し1948年6月1日にハンプトンローズを出港、第6艦隊に合流する。地中海での任務期間に第6艦隊は中東有事に備えた警戒態勢にあった。キアサージは10月2日にロードアイランド州クォンセット・ポイントに戻り、1950年1月27日まで大西洋岸とカリブ海で作戦行動に従事した。

### 1950年代

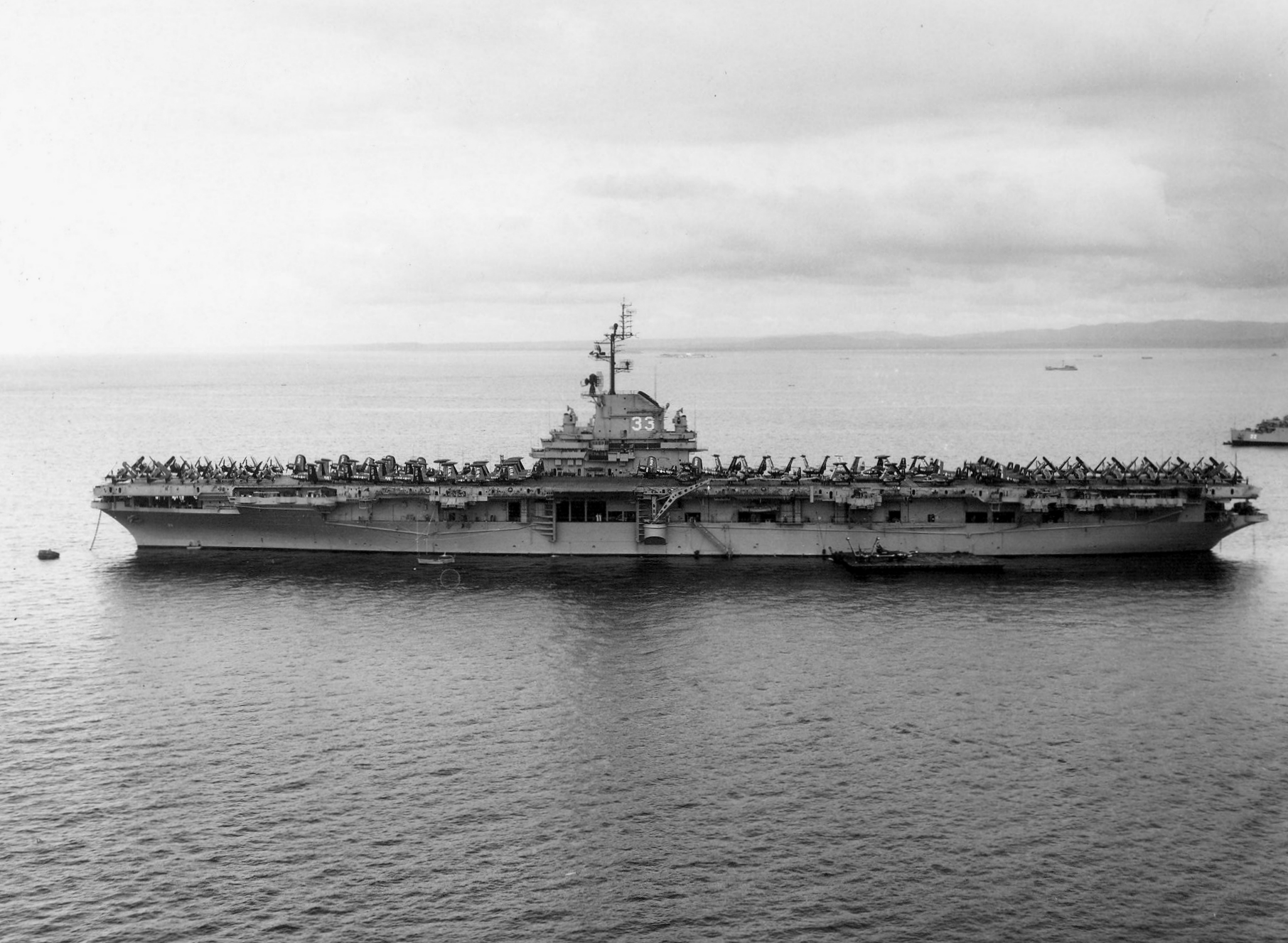
SCB-27A改装後(1952年9月10日撮影)

「キアサージ」はジェット機運用のための近代化改装であるSCB-27Aの対象に選ばれた。1950年2月23日にピュージェット・サウンド海軍工廠入りし、1950年6月16日に改装工事が始まる。
この改装はまず未完成状態の「オリスカニー (USS Oriskany, CV-34) 」、続いて予備役にあった「エセックス (USS Essex, CV-9)」と「ワスプ (USS Wasp, CV-18) 」に実施されたが、現役中の艦を引き抜いて改装する方がコストを抑えられると提唱された。そこで「キアサージ」が改装対象に選ばれたものの、改装工事が始まった直後の6月25日に朝鮮戦争が勃発したため急遽現役の空母を派遣する必要が生じ、その後の改装はすべて予備役の艦が選ばれた。「キアサージ」は第二次世界大戦後に完成したエセックス級の中で唯一SCB-27改装を受けた艦となった。
「キアサージ」は1952年2月15日にルイス・B・フレンチ艦長の指揮のもと再就役する。整調航海に続いて、8月11日にカリフォルニア州サンディエゴを出港しハワイ島で集中的な飛行訓練を行う。本格的な活動準備を完了した後、朝鮮戦争での戦闘任務のため極東へ出航する。9月8日に横須賀に到着すると、6日後に朝鮮半島沖で第77任務部隊に加わる。続く5ヶ月間にわたって北朝鮮に対しほぼ6,000回に及ぶ出撃を行い多大な戦果を上げている。2月末に任務を終え3月17日に母港サンディエゴへ帰還する。朝鮮での作戦行動中に艦種変更が行われ、分類番号はCVA-33に変更された。
「キアサージ」は1953年7月1日に再び極東へ向かって出航し、不安定な休戦状態において第7艦隊と共に作戦行動に従事した。さらに共産主義勢力の台湾攻撃に備え、台湾海峡の監視を継続した。1954年1月18日にサンディエゴに帰還し、カリフォルニア沖での訓練作戦を再開する。10月7日にサンディエゴでの任務を終えると再び極東へ向かう。第7艦隊との行動中に大陳島撤退作戦で中国国民党の支援を行う。1955年2月6日から13日まで島から18,000人の民間人および20,000人の軍人を救助した。5月12日にサンディエゴへ帰還後、3年にわたり極東に配備され、カリフォルニア近辺において訓練任務に従事した。
1956年から57年にかけて「キアサージ」はSCB-125改修を受け、ハリケーン・バウとアングルド・デッキの装備により艦容は一変した。
1958年夏に対潜水艦作戦支援空母へ艦種変更され、分類番号はCVS-33となった。新任務への慣熟訓練を実施した後、1959年9月5日に第7艦隊の極東における作戦に参加する。日本に寄港した際に伊勢湾台風に見舞われたが、「キアサージ」は被災地の救援作業において重要な役割を果たす。艦載機で医療団や救援物資を運び、乗員やパイロット達は被災者のために衣服の寄付や募金を行った。

### 1960年代

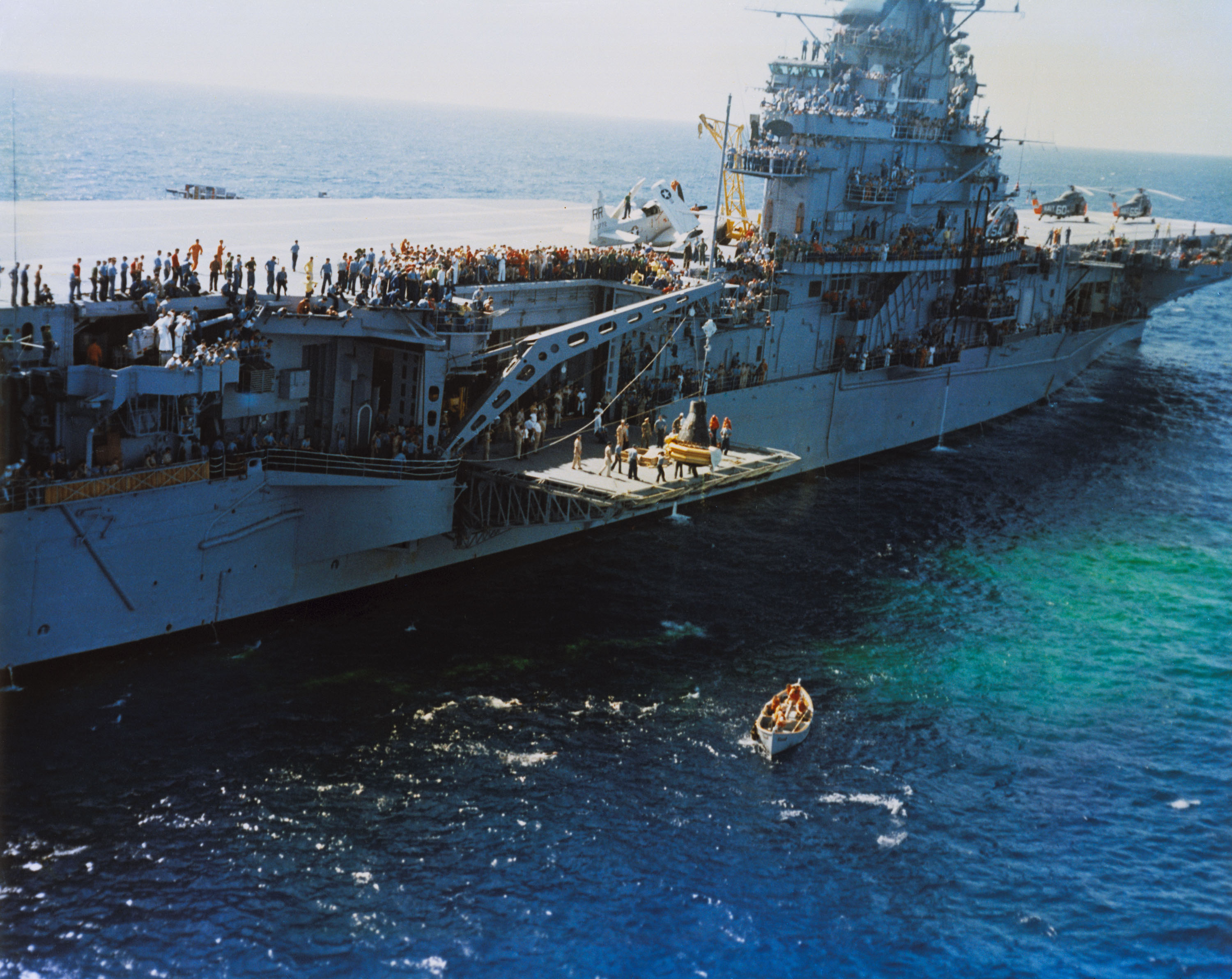
宇宙船マーキュリー・アトラス8号を回収中（1962年10月3日）

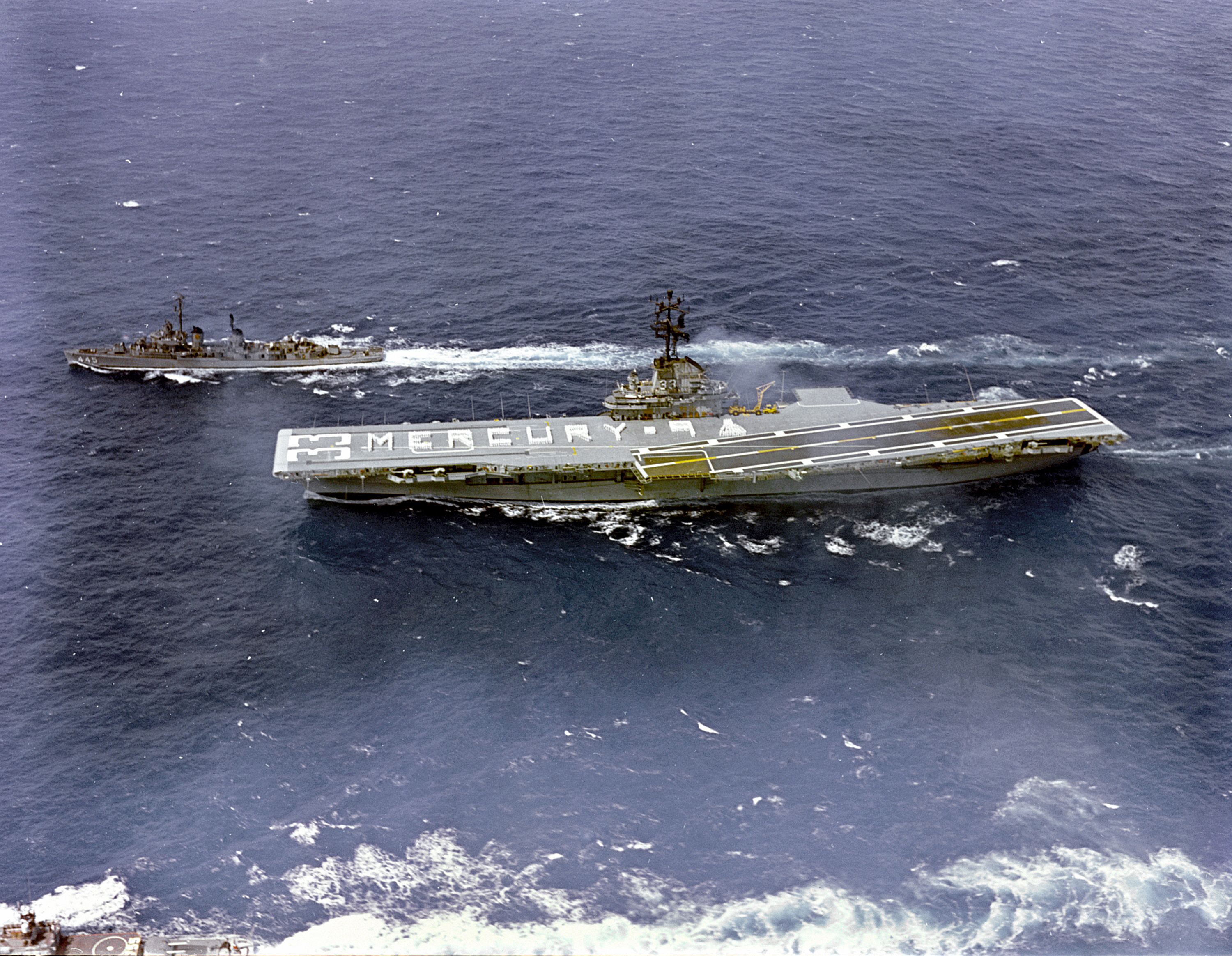
マーキュリー・アトラス9号の回収任務に赴く(1963年5月15日)

東南アジア条約機構 (SEATO) の演習および第7艦隊の作戦行動に参加後、1960年3月3日に横須賀を出港して帰国の途に就く。3日後、ウェーク島から1,200マイル離れた中部太平洋上において、ソビエト連邦海軍の曳船を艦載機が発見し乗員4名を救助した。荒天により千島列島から49日間かけて漂流してきたものである。3月15日にカリフォルニア州アラメダに到着、4名は祖国に送還され、ソビエト連邦は「キアサージ」に対し感謝の意を示した。
1年間の訓練の後、次なる任務に向け1961年3月3日にサンディエゴを出港する。共産主義勢力がラオス政府の転覆を図ったことを受け、東南アジア海域に展開する。第7艦隊の牽制により緊張は緩和された。極東における6か月の活動の後、「キアサージ」は11月1日にピュージェット・サウンドに到着し、更なる近代化改装を受けた。改装とその後の訓練を終え、1962年8月1日にロングビーチを出港、マーキュリー計画に参加する。キアサージはマーキュリー・アトラス8号の回収母艦に選ばれた。地球周回飛行を行った宇宙飛行士ウォルター・シラーのカプセルを5月16日に回収し、ホノルルに送り届けた。
半年間の訓練に従事した後、1963年4月29日に真珠湾に到着、再びマーキュリー計画に参加することとなり、今度はマーキュリー・アトラス9号の回収母艦を務める。宇宙飛行士ゴードン・クーパーのカプセルを5月18日に回収し、真珠湾まで送り届けた。6月4日に18回目の極東航海へ出発し、動乱の続く東南アジアの監視を含む第7艦隊の作戦行動に参加した。12月3日にロングビーチに戻り、カリフォルニア近辺で訓練を行った。
半年後の1964年6月19日、9回目の極東航海に出発する。7月30日に横須賀へ到着した折、トンキン湾事件の報を受け南シナ海に派遣された。米海軍機が北ベトナムの給油・補給基地を攻撃する際、「キアサージ」は第7艦隊において対潜哨戒任務に従事した。12月16日にロングビーチへ帰港する。
1965年前半にオーバーホールを受けた後「キアサージ」は西海岸で活動し、1966年6月9日に極東に向け出発した。ハワイと日本を経由し、8月8日にヤンキー・ステーションへ到着、10月24日までベトナム近海で活動する。その翌日、クアラルンプールへ向かい、30日にマラッカ海峡で停泊した。スービック湾を経由して11月5日にヤンキー・ステーションに戻り、23日までそこで活動した。翌日に香港および日本を経由して帰国、12月20日にサンディエゴに到着した。西海岸で活動した後8月18日サンディエゴを出港、10日後に真珠湾に到着し次なる任務に備えた。

### 退役
1960年代末から1970年代初めにかけての海軍力縮小の影響を受け、「キアサージ」は1970年2月13日に退役する。予備役に置かれ3年間保管された後、1973年5月に除籍、1974年2月にスクラップとして売却された。

## 受章
「キアサージ」は朝鮮戦争の戦功で2つの、ベトナム戦争の戦功で5つの従軍星章を受章した。艦名はワスプ級強襲揚陸艦の3番艦に受け継がれた。